# Ісаба
Ісаба (ісп. Isaba, баск. Izaba) — муніципалітет в Іспанії, у складі автономної спільноти Наварра. Населення — 491 особа (2009).
Муніципалітет розташований на відстані близько 360 км на північний схід від Мадрида, 60 км на схід від Памплони.

## Демографія
Динаміка населення (INE ):

## Галерея зображень

Розташування муніципалітету
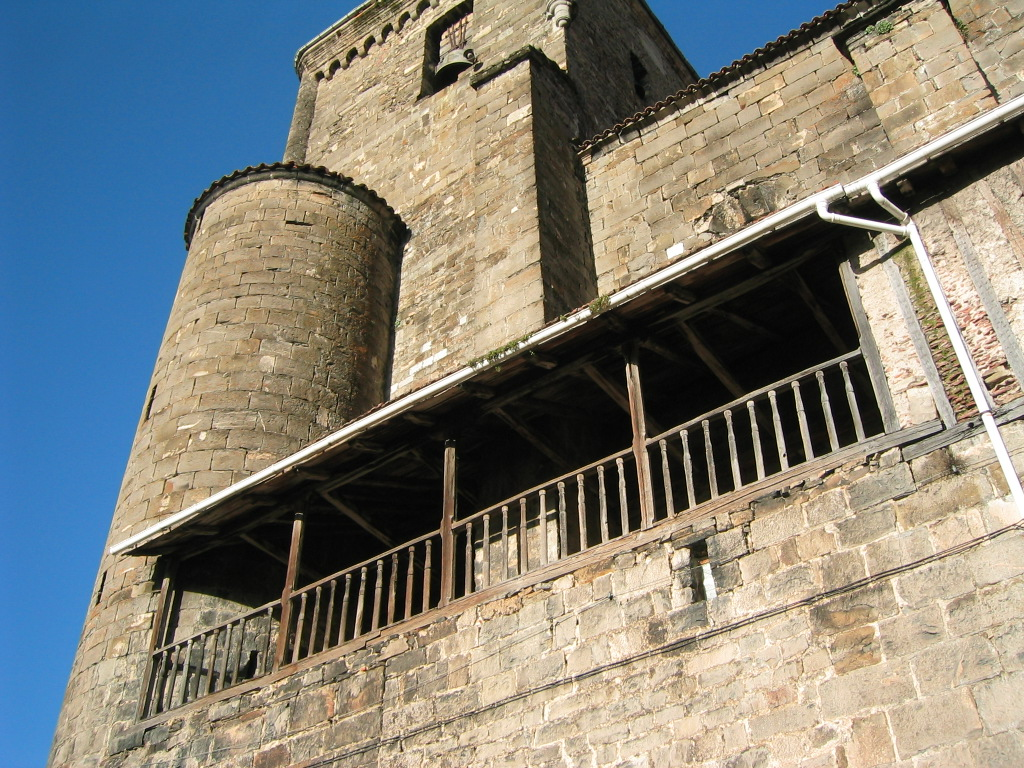
Церква Сан-Сіпріано, Ісаба